# Ardbeg
Ardbeg je škotski single malt viski, ki ga kuhajo v istoimenski destilarni na otoku Isley ob zahodni obali Škotske.

## Zgodovina destilarne
Destilarna je bila ustanovljena leta 1815 v mestu Port Ellen in je neprekinjeno delovala do leta 1981, ko so jo morali zaradi slabe prodaje zapreti.
Leta 1997 je propadajoče obrate kupilo podjetje Glenmorangie in s posodobitvijo doseglo, da je Ardbeg danes ena najhitreje razvijajočih se destilarn na otoku. Glenmorangie Plc. je v solastništvu francoskega podjetja LVMH in britanskega koncerna Diageo.

## Okus
Ardbeg ima od vseh otoških viskijev najbolj izrazit okus po šoti, za kar gre zasluga jezerski vodi, ki jo uporabljajo pri izdelavi tega viskija. Šotnat okus spremlja slankast priokus in rahel vonj po dimu.

## Polnitve
- Ardbeg Very Young - 6 let star viski z 58.3 % alkohola.
- Ardbeg 10yo, 10 let star viski s 46 % alkohola in najpogostejša izdaja.
- Ardbeg 17yo, 17 let s 40 % alkohola, ki ga je zaradi nedelovanja destilarne med letoma 1981 in 1997 zelo težko dobiti in je izredno drag.
- Ardbeg Uigeadail, (nedoločena starost), 54.2 % alkohola, ime ima po jezeru, iz katerega se destilarna oskrbuje z vodo (izgovorjava oog-a-dal).
- Ardbeg 25yo, »Lord of the Isles«, 25 let star viski s 46 % alkohola.
- Serendipity, mešanica 12 letnega viskija Glen Moray in zelo starega Ardbega, ki je nastala po pomoti. Viski ima 40 % alkohola.